# Secretaría General de Coordinación Territorial
La Secretaría General de Coordinación Territorial (SGCT) es el órgano directivo del Ministerio de Política Territorial y Memoria Democrática, adscrito a la Secretaría de Estado de Política Territorial, encargado del impulso y la coordinación de las competencias atribuidas al Departamento referentes a la política territorial, tanto autonómica como local.
En concreto, asume directamente la coordinación de la política territorial de los diferentes departamentos ministeriales que se lleve a efecto a través de las Delegaciones del Gobierno; la coordinación de la actividad de la Administración General del Estado en el territorio y la asistencia a la misma, así como la gestión de los recursos de las Delegaciones del Gobierno, el impulso de las relaciones de cooperación y colaboración de la Administración General del Estado con las comunidades autónomas y ciudades de Ceuta y Melilla y con los entes locales; la propuesta de actuación sobre los aspectos competenciales de las relaciones con las administraciones territoriales; el seguimiento jurídico y el informe sobre los proyectos normativos, disposiciones y actos del Estado, las comunidades autónomas y las entidades locales, acerca de su adecuación al orden constitucional de distribución de competencias; y el régimen local y la cooperación con las entidades locales, así como los programas nacionales y europeos de aplicación en el área local.
Asimismo, es el órgano competente para la potenciación del uso de las lenguas cooficiales en la Administración General del Estado.

## Historia
La Secretaría General es la sucesora directa en las competencia de la Dirección General de Coordinación de Competencias con las Comunidades Autónomas y las Entidades Locales. Esta dirección general se creó en 2011 y se integró en la Secretaría General de Coordinación Autonómica y Local, asumiendo directamente las relaciones con las comunidades autónomas y entes locales.
A finales de 2016, las competencias sobre Administraciones Públicas se separaron del Ministerio de Hacienda, transfiriéndose al Ministerio de la Presidencia y para las Administraciones Territoriales. Este cambio supuso la desaparición de la Secretaría General mencionada que se transformó en la actual Secretaría General de Financiación Autonómica y Local y, la dirección general que ésta poseía, también fue suprimida, asumiendo sus funciones un órgano con rango de subsecretaría, la Secretaría General de Coordinación Territorial. Esta secretaría general poseía dos direcciones generales; una para la administración periférica y otra para las relaciones con las comunidades autónomas y entes locales.
En 2018, el cambio de gobierno supone también un cambio en la Secretaría General. Ésta se integra en el recuperado Ministerio de Política Territorial y se estructura mediante dos direcciones generales, una para Cooperación Autonómica y Local y otra para el Régimen Jurídico Autonómico y Local. Pero, además, se le añaden seis subdirecciones generales, que antes pertenecían a sus direcciones generales originales. En definitiva, se produce una reestructuración completa del órgano, manteniendo sus funciones tradicionales, si bien siendo ejercidas por órganos diferentes. En 2020, se le añade una nueva dirección general, la Dirección General de la Administración General del Estado en el Territorio, que asume las subdirecciones generales que con anterioridad dependían directamente de la Secretaría General.

## Órganos y funciones
De la Secretaría General dependen los siguientes órganos:
- La Dirección General de Cooperación Autonómica y Local.
- La Dirección General de Régimen Jurídico Autonómico y Local.
- La Dirección General de la Administración General del Estado en el Territorio.
- La Subdirección General de Relaciones Europeas e Internacionales, que es el órgano responsable de la preparación de los asuntos y la ejecución de los acuerdos de la Conferencia para Asuntos Relacionados con la Unión Europea y el desempeño de las funciones propias de la secretaría de la Conferencia y de sus órganos de apoyo; de la preparación y el seguimiento de la participación de la Secretaría de Estado de Política Territorial en foros y grupos de trabajo europeos e internacionales con funciones relacionadas con la política territorial, regional y local, así como la articulación de la participación en organismos y entidades internacionales; de las funciones relativas a la cooperación transfronteriza de las comunidades autónomas y las entidades locales y a la autorización a las mismas para la participación en Agrupaciones Europeas de Cooperación Territorial, así como la preparación de los informes previos a la autorización que corresponde al Consejo de Ministros en relación con dichas agrupaciones; y de la iniciación e instrucción de los procedimientos para la determinación y repercusión de las responsabilidades por incumplimiento del Derecho de la Unión Europea o de los tratados o convenios internacionales de los que España sea parte, se excepción de los casos de incumplimientos derivados de la gestión de fondos procedentes de la Unión Europea.
- Un Gabinete Técnico, como órgano de apoyo y asistencia inmediata al Secretario general.

## Secretarios generales
- Juan Ignacio Romero Sánchez (14 de enero de 2017-23 de junio de 2018)[6]
- María de los Llanos Castellanos Garijo (23 de junio de 2018-13 de abril de 2019)[7]
- Miryam Álvarez Páez (12 de abril de 2019-presente)[8]